# Xiphopterella murudensis
Xiphopterella murudensis är en stensöteväxtart som först beskrevs av Edwin Bingham Copeland, och fick sitt nu gällande namn av Barbara S. Parris. Xiphopterella murudensis ingår i släktet Xiphopterella och familjen Polypodiaceae. Inga underarter finns listade.